# Pteropus
Pteropus és un gènere de ratpenats de la família dels pteropòdids, coneguts col·loquialment com a «guineus voladores». Les espècies d'aquest gènere viuen als tròpics, des d'Àfrica fins a Oceania, incloent-hi illes de l'oceà Índic com ara Madagascar. Moltes espècies només es troben a arxipèlags petits i aïllats.
La majoria de ratpenats d'aquest grup són grans i manquen de cua. Presenten una urpa al segon dit de cada ala. Tenen dues dents incisives a cada maxil·lar. Sovint tenen el pelatge de l'esquena clar, a diferència de la part ventral del cos.

## Taxonomia
- Pteropus admiralitatum, Thomas, 1894
- Pteropus aldabrensis, True, 1893
- Pteropus alecto, Temminck, 1837
- Pteropus anetianus, Gray, 1870
- Pteropus argentatus, Gray, 1844
- Pteropus aruensis, Peters, 1867
- Pteropus brunneus †, Dobson, 1878
- Pteropus caniceps, Gray, 1870
- Pteropus capistratus, Peters, 1876
- Pteropus chrysoproctus, Temminck, 1837
- Pteropus cognatus, Andersen, 1908
- Pteropus conspicillatus, Gould, 1850
- Pteropus dasymallus, Temminck, 1825
- Pteropus faunulus, Miller, 1902
- Pteropus fundatus, Felten i Kock, 1972
- Pteropus giganteus, (Brünnich, 1782)
- Pteropus gilliardorum, Van Deusen, 1969
- Pteropus griseus, (É. Geoffroy, 1810)
- Pteropus howensis, Troughton, 1931
- Pteropus hypomelanus, Temminck, 1853
- Pteropus insularis, Hombron i Jacquinot, 1842
- Pteropus intermedius, Andersen, 1908
- Pteropus keyensis, Peters, 1867
- Pteropus livingstonii, Gray, 1866
- Pteropus lombocensis, Dobson, 1878
- Pteropus loochoensis, Gray, 1870
- Pteropus lylei, Andersen, 1908
- Pteropus macrotis, Peters, 1867
- Pteropus mahaganus, Sanborn, 1931
- Pteropus mariannus, Desmarest, 1822
- Pteropus melanopogon, Peters, 1867
- Pteropus melanotus, Blyth, 1863
- Pteropus molossinus, Temminck, 1853
- Pteropus neohibernicus, Peters, 1876
- Pteropus niger, (Kerr, 1792)
- Pteropus nitendiensis, Sanborn, 1930
- Pteropus ocularis, Peters, 1867
- Pteropus ornatus, Gray, 1870
- Pteropus pelewensis, Andersen, 1908
- Pteropus personatus, Temminck, 1825
- Pteropus pilosus †, Andersen, 1908
- Pteropus pohlei, Stein, 1933
- Pteropus poliocephalus, Temminck, 1825
- Pteropus pselaphon, Lay, 1829
- Pteropus pumilus, Miller, 1911
- Pteropus rayneri, Gray, 1870
- Pteropus rennelli, Troughton, 1929
- Pteropus rodricensis, Dobson, 1878
- Pteropus rufus, É. Geoffroy, 1803
- Pteropus samoensis, Peale, 1848
- Pteropus scapulatus, Peters, 1862
- Pteropus seychellensis, Milne-Edwards, 1877
- Pteropus speciosus, Andersen, 1908
- Pteropus subniger †, (Kerr, 1792)
- Pteropus temminckii, Peters, 1867
- Pteropus tokudae †, Tate, 1934
- Pteropus tonganus, Quoy i Gaimard, 1830
- Pteropus tuberculatus, Peters, 1869
- Pteropus ualanus, Peters, 1883
- Pteropus vampyrus, (Linnaeus, 1758)
- Pteropus vetulus, Jouan, 1863
- Pteropus voeltzkowi, Matschie, 1909
- Pteropus woodfordi, Thomas, 1888
- Pteropus yapensis, Andersen, 1908